# Nordjura Museum
Das NordJURA-Museum ist ein Museum in der fränkischen Stadt Weismain im Landkreis Lichtenfels.

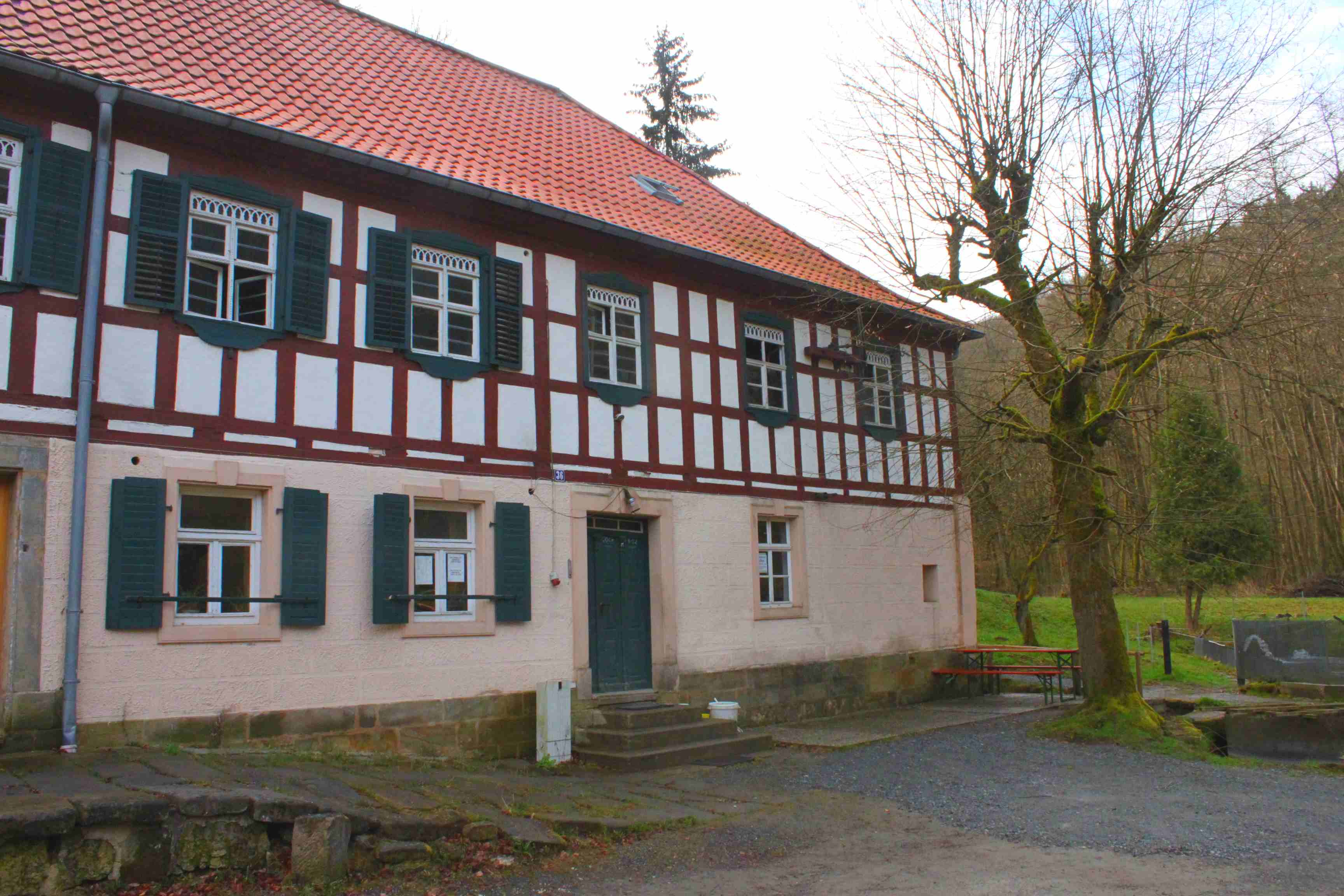
Herbstmühle im Wunkendorfer Bärental. Geplante Außenstelle des Museums.

Das 1907 gegründete Museum wurde nach einer Neugestaltung am 14. Mai 2004 in den historischen Räumen des denkmalgeschützten Kastenhofs, einem in den Jahren 1701 bis 1703 nach Plänen von Johann Leonhard Dientzenhofer errichteten Gebäude, wiedereröffnet. Schwerpunkte der Ausstellung sind neben dem Dreißigjährigen Krieg die Entstehung des Frankenjura, die konfessionelle Zersplitterung sowie die wirtschaftlichen Erwerbszweige in der Region mit einem Schwerpunkt auf Brauwesen, Schäferei, Wasserkraft, Fischerei und Textilhandwerk. Auf rund 600 Quadratmeter Ausstellungsfläche wird unter anderem eine von den schwedischen Truppen im Dreißigjährigen Krieg erbeutete Kanone gezeigt. Außerdem widmet sich das Museum dem Zisterzienser-Abt Mauritius Knauer, dem Urheber des Hundertjährigen Kalenders.
Ausgestellt sind ca. 300 Exponate, das Archiv umfasst 7000 Artikel.
Dem Museum angegliedert ist die städtische Touristeninformation und ein Museumsshop, zudem finden regelmäßig museumspädagogische Aktivitäten und vertiefende Sonderausstellungen statt. Geplant ist, die so genannte Herbstmühle bei Wunkendorf zu einer Außenstelle des Museums zu machen. Schon heute kann dort eine Mahlstube und eine Francis-Turbine besichtigt werden.